# Carthamus leucocaulos

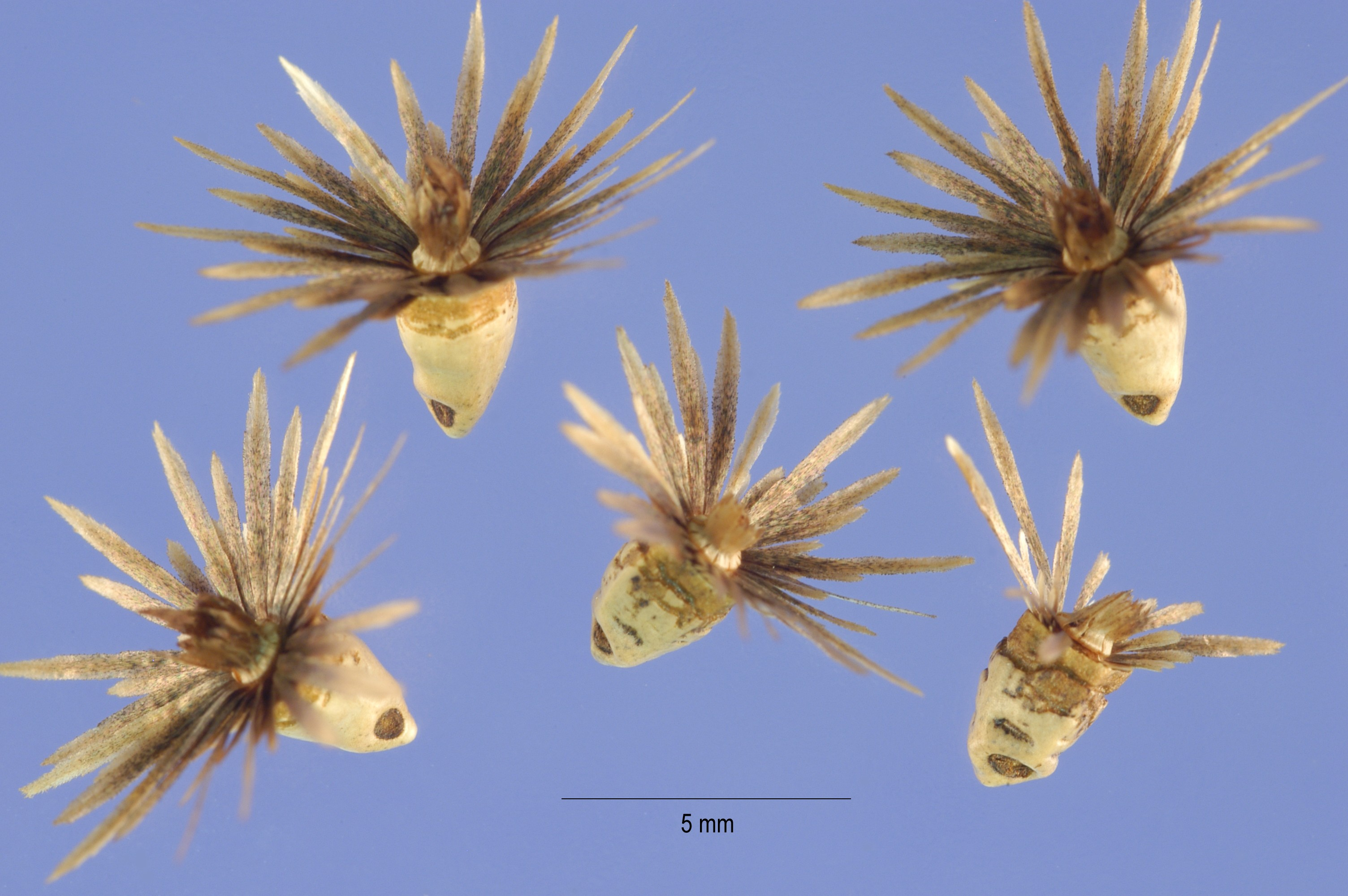
Achänen von Carthamus leucocaulos

Die Carthamus leucocaulos ist eine Pflanzenart aus der Gattung Carthamus in der Familie der Korbblütler (Asteraceae).

## Merkmale
Carthamus leucocaulos ist ein einjähriger Schaft-Therophyt, der Wuchshöhen von 10 bis 50 Zentimetern erreicht. Der Stängel ist fast kahl, leicht drüsig und spinnwebig, glänzend weiß bis purpurn gefärbt und weist keine Flecken auf. Die Blätter sind glänzend, ganzrandig, fiederschnittig bis gefiedert und bestehen aus 2 bis 4 Paar Abschnitten, die 13 bis 17 Millimeter lang und kräftig dornig sind. Die äußeren Hüllblätter sind abstehend bis zurückgebogen und mit einer Länge von 35 bis 55 Millimetern zwei- bis dreimal so lang wie die inneren Hüllblätter. Die Schuppen des Pappus sind meistens gestutzt.
Die Blütezeit reicht von Juni bis August.
Die Chromosomenzahl beträgt 2n = 20.

## Vorkommen
Carthamus leucocaulos kommt im Bereich des Peloponnes und der Ägäis vor. Sie gedeiht in Griechenland, in Kreta und auf Inseln der östlichen Ägäis. In Belgien, Frankreich, Kalifornien und Australien ist sie ein Neophyt. Die Art wächst auf trockenem Ruderalstellen. Auf Kreta ist sie in Höhenlagen von 0 bis 1200 Metern zu finden.

## Belege
1. 1 2 3  Ralf Jahn, Peter Schönfelder: Exkursionsflora für Kreta. Mit Beiträgen von Alfred Mayer und Martin Scheuerer. Eugen Ulmer, Stuttgart (Hohenheim) 1995, ISBN 3-8001-3478-0, S. 330.
2. ↑   Tropicos.
3. ↑  Datenblatt Carthamus leucocaulos bei POWO = Plants of the World Online von Board of Trustees of the Royal Botanic Gardens, Kew: Kew Science.